# El nen de la bicicleta
El nen de la bicicleta (títol original en francès, Le Gamin au vélo) és un drama de 2011 escrit i dirigit pels germans Jean-Pierre i Luc Dardenne, amb Cécile de France i Thomas Doret com a principals protagonistes.
La pel·lícula va ser rodada a Seraing i explica la història d'un nen d'onze anys que és adoptat per una soltera després que hagi sigut abandonat pel seu pare.
L'estil d'El nen de la bicicleta resta fidel al cinema naturalístic dels germans Dardenne, amb una estructura del guió inspirada en un conte de fades i amb una estètica continuista amb les seves anteriors obres.
La pel·lícula va ser premiada amb el Grand Prix del Festival de Canes de 2011.

## Argument
Cyril, un nen d'onze anys, ha sigut ingressat en una llar d'infants després que el seu pare l'hagi abandonat sense acomiadar-se d'ell, fet que el nen no l'accepta
Ciryl s'entossudeix a buscar el seu pare per tal de demanar-li explicacions i descobrir què se n'ha fet de la seva estimada bicicleta. Per casualitat, es topa amb la peluquera Samantha, que s'interessa pel desamparat nen i li retorna la bicicleta després d'haver-la recomprat a un veí a qui el pare de Ciryl l'havia venut.
Content amb la bicicleta, Ciryl demana a Samantha poder passar els caps de setmana amb ella, fet que la peluquera accepta. Aquesta ocasió serveix a Ciryl per continuar l'obstinada recerca del seu pare, a qui finalment acaba trobant amb l'ajuda de Samantha. Ciryl queda emocionalment abatut quan el seu pare li confirma que l'ha abandonat, venut la seva bicicleta i que no el vol veure mai més, i acaba sota la influència d'un jove criminal que el manipula per tal que cometi un robatori.
Després d'abatre el propietari d'una botiga i el seu fill amb un bat de beisbol, Cyril busca de nou el seu pare i li entrega els diners robats, que el seu pare rebutja. Cyril acaba detingut a comissaria, d'on en surt aviat gràcies a l'ajuda de Samantha.
La mala experiència serveix perquè Cyril es penedeixi de la seva actitud rebel i iniciï una nova i harmònica relació amb Samantha. Això no obstant, el fill agredit es topa un dia amb Ciryl, al qual persegueix i apedrega fent-lo caure des de dalt d'un arbre on buscava refugi.
Creient-lo mort, pare i fill deliberen quina mentida explicar a la policia per tal de ser absolts de l'homicidi però de cop Cyril s'aixeca i mig estabornit se'n va sol cap a casa sota la mirada atònita dels malfactors.

## Repartiment
- Cécile de France - Samantha
- Thomas Doret - Cyril
- Jérémie Renier - Guy Catoul, pare de Cyril
- Fabrizio Rongione - llibreter
- Egon Di Mateo - Wes
- Olivier Gourmet - propietari d'un cafè

## Premis i nominacions
- 2011. Gran Premi del Jurat al Festival de Cinema de Canes
- 2011. Nominació a la Palma d'Or
- 2012. Nominació al Globus d'Or a la millor pel·lícula estrangera